# Drosera scorpioides
Drosera scorpioides (лат.) — вид насекомоядных растений рода Росянка (Drosera) семейства Росянковые (Droseraceae), естественно произрастающий на территории Западной Австралии.

## Описание

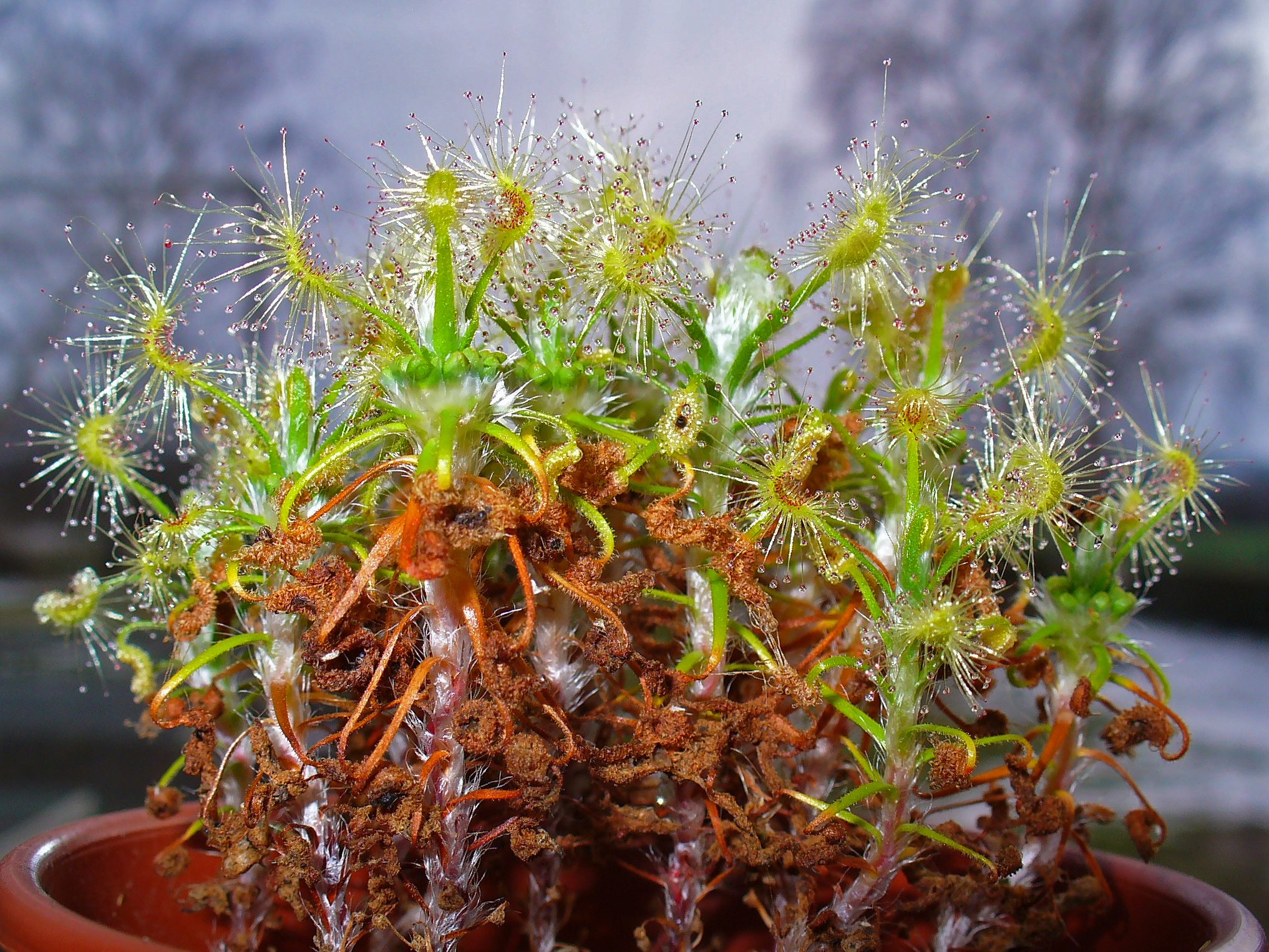
Габитус

Drosera scorpioides — росянка диаметром 2,5 см. Растение выстраивает стебли на вершине предыдущего роста черешка, подобно другим видам росянок, таким как Drosera capensis. Листья чашевидные и овальные, с необычно длинными щупальцами, которые эффективно ловят мелкую добычу, например, комаров. Поздней осенью Drosera scorpioides образует початки (как и большинство карликовых росянок), которые можно использовать для размножения растений, поскольку производство семян не всегда эффективно для сохранения вида.
Существует несколько форм этого растения. Большая форма Drosera scorpioides характеризуется белыми цветками и быстрым ростом до 5 см в диаметре, но ее срок жизни ограничен (большинство видов живут всего один-два года). Менее крупная форма Drosera scorpioides отличается более темно-розовыми цветками и известна своей способностью выживать более семи лет, достигая высоты стеблей от 15 до 18 см — древнейший представитель карликовых росянок. Цветки имеют диаметр примерно от 2,5 до 3,8 см и появляются с августа по октябрь.

## Распространение
Этот вид происходит из лесов Джарра в Западной Австралии и с южных побережий Юго-Западной Австралии. В своей естественной среде Drosera scorpioides растет вблизи песчаных гряд, болот, на глинистых почвах, белом песке и латерите (почва, богатая алюминием и железом).

## Таксономия
Drosera scorpioides Planch., первое упоминание в Ann. Sci. Nat., Bot. , sér. 3, 9: 288 (1848).